# Mô phỏng máy tính

Quá trình xây dựng một mô hình máy tính và sự tương tác giữa thí nghiệm, mô phỏng và lý thuyết.

Mô phỏng máy tính là quá trình mô hình toán học, được thực hiện trên máy tính, được thiết kế để dự đoán hành vi và/hoặc kết quả của một hệ thống vật lý hoặc thế giới thực. Vì chúng cho phép kiểm tra độ tin cậy của các mô hình toán học đã chọn, mô phỏng máy tính đã trở thành một công cụ hữu ích cho mô hình toán học của nhiều hệ thống tự nhiên trong vật lý (vật lý tính toán), vật lý thiên văn, khí hậu, hóa học, sinh học và sản xuất, cũng như các hệ thống của con người kinh tế, tâm lý học, khoa học xã hội, chăm sóc sức khỏe và kỹ thuật. Mô phỏng hệ thống được thể hiện dưới dạng chạy mô hình của hệ thống. Nó có thể được sử dụng để khám phá và đạt được những hiểu biết mới về công nghệ mới và để ước tính hiệu suất của các hệ thống quá phức tạp để tìm ra các lời giải phân tích.
Mô phỏng máy tính được thực hiện bằng cách chạy các chương trình máy tính có thể nhỏ, chạy gần như ngay lập tức trên các thiết bị nhỏ hoặc chương trình quy mô lớn chạy hàng giờ hoặc nhiều ngày trên các nhóm máy tính dựa trên mạng. Quy mô của các sự kiện được mô phỏng bằng mô phỏng máy tính đã vượt xa mọi thứ có thể (hoặc thậm chí có thể tưởng tượng được) bằng cách sử dụng mô hình toán học bằng giấy và bút chì truyền thống. Hơn 10 năm trước, một mô phỏng trận chiến sa mạc của một lực lượng xâm lược một lực lượng khác liên quan đến việc mô hình hóa 66.239 xe tăng, xe tải và các phương tiện khác trên địa hình mô phỏng xung quanh Kuwait, sử dụng nhiều siêu máy tính trong Chương trình hiện đại hóa máy tính hiệu suất cao DoD.  Các ví dụ khác bao gồm mô hình biến dạng vật liệu 1 tỷ nguyên tử; một mô hình 2,64 triệu nguyên tử của cơ quan sản xuất protein phức tạp của tất cả các sinh vật sống, ribosome, vào năm 2005;  một mô phỏng hoàn chỉnh về vòng đời của Mycoplasma genitalium vào năm 2012; và dự án Blue Brain tại EPFL (Thụy Sĩ), bắt đầu vào tháng 5 năm 2005 để tạo ra mô phỏng máy tính đầu tiên của toàn bộ bộ não con người, ngay đến cấp độ phân tử.
Do chi phí tính toán mô phỏng, các thí nghiệm máy tính được sử dụng để thực hiện suy luận như định lượng không chắc chắn.